# A Desconhecida
A Desconhecida (em italiano:  La sconosciuta) é um filme de drama italiano de 2006 dirigido por Giuseppe Tornatore.
Foi selecionado como represente da Itália à edição do Oscar 2007, organizada pela Academia de Artes e Ciências Cinematográficas.

## Elenco
- Kseniya Rappoport - Irena
- Michele Placido - Muffa
- Claudia Gerini - Valeria Adacher
- Piera Degli Esposti - Gina
- Alessandro Haber - Matteo
- Clara Dossena - Thea Adacher
- Ángela Molina - Lucrezia
- Margherita Buy - advogada de Irena
- Pierfrancesco Favino - Donato Adacher
- Paolo Elmo - Nello
- Nicola Di Pinto - Juiz